# Jakob Eschbach
Jakob Eschbach (* 28. November 1914 in Luttingen; † 21. Juni 1985 in Laufenburg) war ein langjähriger deutscher Kommunalpolitiker.

## Familie
Jakob Eschbach war der Sohn des Zimmermeisters Joseph Eschbach (1886–1950) und seiner Ehefrau Anna (1886–1976) geb. Brutschin.
Er entstammte dem in Luttingen alteingesessenen Familiengeschlecht derer von Eschbach,  die wohl ihren Ursprung in dem kleinen Dorf Eschbach bei Waldshut hat.
Knapp vier Wochen nach Kriegsbeginn war der Bruder von Joseph Eschbach auf dem Donon gefallen, im Gedenken an ihn wurde das drei Monate später geborene Kind auf den aus dem Alten und Neuen Testament verpflichtenden Vornamen seines Onkels Jakob getauft.
Am 31. März 1942 heiratete der junge Mann Elsa Tröndle (1920–1988) aus Grunholz.
Das Ehepaar Eschbach hatte zwei Kinder: Tochter Ursula (* 1942) und Sohn Kurt (* 1944).

## Schul- und Militärzeit, Ausbildung, Beruf
Seine Jugendzeit war geprägt von der Hyperinflation und den anderen schwierigen Verhältnissen der Weimarer Republik, weshalb er schon als Jugendlicher seine erste politische Entscheidung traf und sich den Sozialdemokraten in Luttingen anschloss, hier praktisch zum „Urgestein“ zählte.
Im elterlichen Betrieb, den sein Vater 1885 in Luttingen gegründet hatte, lernte er das Zimmererhandwerk, besuchte gleichzeitig die Gewerbeschule und wurde zu Ostern 1932 als Zimmergeselle freigesprochen.
Im Sommer 1935 hatte er 6 Monate Arbeitsdienst abzuleisten, danach konnte er ab Oktober ein Jahr im elterlichen Betrieb weiterarbeiten, bevor er vom Wehrdienst erfasst wurde. Für einen vermeintlichen Friedensdienst verpflichtete er sich 1938 als Berufssoldat, doch im Jahr darauf wurde daraus ein Kriegseinsatz im Westen und im Osten.
Seine Vorgesetzten wurden bald auf die Fähigkeiten und Vielseitigkeit des jungen Zimmermanns aufmerksam und ließen ihn bis Ende 1942 vom aktiven Dienst als Pionier freistellen und zur technischen Fortbildung für zwei Semester an die Festungspionierschule Karlshorst (wo am 8./9. Mai 1945 die Kapitulationsurkunde unterzeichnet werden sollte) abordnen.
Zum Kriegsende kam er zunächst in Amerikanische Gefangenschaft und wurde dann an die Franzosen überstellt, am 27. Oktober 1947 entlassen.
Wie selbstverständlich arbeitete er wieder im elterlichen Betrieb und besuchte im April 1949 zur Vorbereitung auf die Betriebsübernahme parallel die Meisterschule in Konstanz, die er mit dem Meisterdiplom erfolgreich abschloss. Die Notwendigkeit dieses Schritts erwies sich kurz vor Weihnachten 1950 durch den Tod des Vaters, worauf er gefordert war, den Betrieb selbständig weiterzuführen. Die offizielle Übernahme erfolgte 1952.

## Kommunalpolitisches Engagement
Nach dem Kriege habe er überhaupt nicht mehr in ein öffentliches Amt gewollt, weil er [(s. u. Vereine)] aus der Feuerwehr habe ausscheiden müssen. Doch es kam anders, insgesamt 27 Jahre hat er sich überwiegend als Erster Bürger für seine Mitbürger eingesetzt.

### Gemeinderat
Das zurückliegende Dilemma und eigene Kriegserlebnisse veranlassten ihn politisch tätig zu werden, „unideologisch, praktisch, menschlich“ waren seine Prämissen. „Jakob scheute nie die Verantwortung“, so lautete die Würdigung des Südkurier vom 7. September 1985. Also bewarb er sich bei der ersten Kommunalwahl nach der Gründung von Baden-Württemberg im Frühjahr 1953 als Kandidat auf der Liste der Freien Wähler für den Gemeinderat seiner Heimatgemeinde Luttingen und wurde nach erfolgreicher Wahl auch gleich zum Stellvertreter des seit 1948 zum zweiten Mal amtierenden Bürgermeisters Julius Eschbach (nicht verwandt) bestimmt.
Es war wohl ein Glücksfall für das kleine Luttingen, dass unter den Gemeinderäten und speziell er als Bürgermeister-Stellvertreter ein Absolvent der höheren Lehranstalt Festungspionierschule Karlshorst war, denn der dortige Examensabschluss wurde nach dem Krieg mit der Verwaltungsprüfung I gleichgesetzt.
Eine der ersten Bewährungsproben war sicher die neue Gemeindeordnung für Baden-Württemberg vom 25. Juli 1955, die es auch für Luttingen umzusetzen galt.

### Bürgermeister
Als die nächste Wahl anstand, wählten die Luttinger ab 14. Mai 1957 Jakob Eschbach für acht Jahre zum Bürgermeister. Die Vereidigung erfolgte am 3. Juni durch den Gemeinderat Berthold Lauber.
Der Gemeindegröße entsprechend war das Bürgermeisteramt wie das eines Gemeinderats zunächst nebenberuflich auszuüben, wofür ihm als Aufwandsentschädigung für 1957 – bei einem fiktiven Zeitaufwand von 70 Prozent eines hauptamtlichen Wahlbeamten auf Zeit – vom Gemeinderat monatlich 292 DM bewilligt wurden. Ab Juli 1966 wurde die Bemessungsbasis auf 90 Prozent und ab Januar 1971 auf 100 Prozent angepasst.
Die  Anfangszeit war für ihn „kein Zuckerlecken“ und ließ ihn gelegentlich in Gedanken der Resignation verfallen; sein Selbstbewusstsein stellte er dann mit der Feststellung wieder her, dass Zimmermeister nicht jeder werden könne, wohl aber Bürgermeister!
In seiner heimatverbundenen, bodenständigen und humorvollen Art hat er es verstanden, Widerstände zu überwinden, wachsende Aufgaben und Ansprüche zu bewältigen, kurzum: die anstehenden Probleme ins rechte Licht zu rücken und einer Lösung zum Wohle der Gemeinde zuzuführen.
Als nach acht Jahren die Bürger am 4. April 1965 erneut zur Wahl gerufen wurden, beteiligten sich üppige 82 Prozent und gaben ihm mit einer Mehrheit von 92 Prozent für weitere zwölf Jahre den Auftrag zur Leitung der Gemeinde.
Seine Projekte und Leistungen für Luttingen sind nur in einer (unvollständigen) Aufzählung zu würdigen:
- Schulhaus
- Kindergarten
- Gemeindemehrzweckhaus
- Erweiterung des Friedhofs
- Ausbau des Straßen- und Wegenetzes, wobei er mit den Mitarbeitern des Bauhofs geteert hat
- Straßenbeleuchtung
- Erschließungen von Bauland
- Kanalisation („Kampf“ darum[17])
- Gehwege entlang der Bundesstraße 34, wobei er beim Verlegen der Randsteine selbst Hand angelegt hat
- Einrichtung eines monatlichen Seniorentreffs in der Mösle-Halle

Nachdem 1970 der Laufenburger Rat Karl Eckert die ersten Kontakte angebahnt hatte, wurde ihm die Partnerschaft mit dem westfranzösischen Le Croisic zur Herzensangelegenheit und inneren Verpflichtung. Wie kaum ein anderer hat materiell durch eigenes Beispiel das Projekt unterstützt. Nach der Zustimmung beider Ratsgremien zur Verschwisterung (Januar und Februar 1972) war er Anfang März 1972 dort Teilnehmer der ersten Gastdelegation. Die Partnerschafts-Gründungsurkunde wurde am 2. Juni 1973 in Le Croisic und am 6. Oktober 1973 in Laufenburg unterzeichnet.
Wie in anderen westdeutschen Bundesländern sollte auch im „Ländle“  die Leistungsfähigkeit kleinerer Gemeinden durch Zusammenfassung in größeren Einheiten verbessert werden. Der Baden-Württembergische Landtag erließ für diese Gebietsreform am 7. März 1968 das Gesetz zur Stärkung der Verwaltungskraft kleinerer Gemeinden. Eschbach hatte „schon frühzeitig die Zeichen der Zeit richtig erkannt“ – wie sein vormaliger Amts-Kollege Wasmer fünf Jahre später in öffentlicher Sitzung feststellte – und setzte sich gegen Widerstände – teils unter persönlichen Anfeindungen – aktiv für die Eingliederung nach Laufenburg ein, obwohl die Gemeinde schuldenfrei war. Einige der Hauptargumente für den Zusammenschluss waren, dass eine zeitgemäße Verwaltung mit Datenverarbeitung für die rd. 1100 Einwohner nicht zugewährleisten sei und dass ohnehin in den Bereichen Schule, Friedhof, Müll, Wasser u. a. bereits enge Verzahnungen mit der Nachbarstadt bestünden.
Auf eine entsprechende positive Empfehlung des Stuttgarter Innenministeriums vom 1. März 1971 folgten mehrere Bürgerversammlungen und eine Bürgerbefragung mit nur geringer Zustimmung (35 Prozent) – die Gegner sahen sich im Aufwind. Doch Eschbach kämpfte und verhandelte unverdrossen weiter. Schließlich gab der Gemeinderat am 6. Mai 1971 seine Zustimmung und bei dem vom Regierungspräsidium Freiburg genehmigten Bürgerentscheid stimmte nun eine Mehrheit von 57 Prozent für den Beitritt.

### Ortsvorsteher
Nachdem Luttingen aufgrund der gegenseitigen Eingliederungsvereinbarung vom 1. März 1972 am 1. Mai 1972 in die mehr als 400 Jahre jüngere Stadt Laufenburg eingegliedert worden war, wurden hier auch das Bürgermeisteramt und der Gemeinderat obsolet. Anstelle des letzteren wurde auf Betreiben von Eschbach im Einvernehmen mit dem Laufenburger Stadtrat ein Ortschaftsrat mit ihm selbst – bereits vorab ab 1. April 1972 – als hauptamtlicher Ortsvorsteher installiert, was einen beachtlichen Rest an Eigenverwaltung, weitere Mitsprache beim Haushalt und anderen finanziellen Auswirkungen auf Luttingen, bei der Förderung der Vereine und der Feuerwehr, der Pflege des Ortsbildes und der Unterhaltung von Straßen und Wegen bedeutete. Bereits fest herausverhandelt hatte er zuvor die Übernahme der Rathaus-Bediensteten, den Fortbestand von Schule und Poststelle, den Bau einer Mehrzweckhalle (Mösle-Halle) und einer Einsegnungshalle im Friedhof (sie konnte zu Allerheiligen 1981 eingeweiht werden) und die weitere Erschließung der Neubaugebiete. Weiter sollte die Kanalisation fortgesetzt und die Straßenbeleuchtung verbessert werden. Als Ortsvorsteher für die nächsten fünf Jahre war er darauf bedacht, dass diese und neu hinzukommende Aufgaben im Interesse des Orts und der Gesamtstadt realisiert wurden.
Eigentlich wollte sich Eschbach nach Ablauf der fünfjährigen Amtszeit am 13. Mai 1977 in den Ruhestand verabschieden, doch der Ortschaftsrat schlug ihn in öffentlicher Sitzung am 27. April 1977 erneut für das Vorsteheramt vor. Seinem Freund Bürgermeister Wasmer zuliebe erklärte er sich bereit, doch noch weitere zwei Jahre hauptamtlich weiterzumachen, weil das Landratsamt Waldshut der ehrenamtlichen Amtsführung aus dem Ruhestand heraus rechtlich nicht zustimmen konnte. Am 15. Dezember 1979 stellte er schließlich den Antrag auf Versetzung in den Ruhestand zum 29. Februar 1980, dem durch Wasmer am 24. Januar 1980 mit Dank und Anerkennung entsprochen wurde.

### Nebenämter
- Ab 1959 Kreisrat im Kreistag des Altlandkreises Bad Säckingen und nach dessen Auflösung ab 1. Januar 1973 – insgesamt über 20 Jahre – im Kreistag von Waldshut[12]
- Verwaltungsrat der Badischen Gebäudeversicherungsanstalt[12][7]
- Verwaltungsrat des Gasverbands Hochrhein[12][7]
- Verwaltungsrat der Sparkasse Hochrhein[12][7]

## Ehrenamtliches Engagement
- Schon als Jugendlicher war Eschbach bei der Luttinger Feuerwehr. Dass er wegen seiner Kriegsauszeichnungen die Mitgliedschaft aufgeben musste, traf ihn besonders schmerzlich.[8] Doch das motivierte ihn umso mehr, sie im Rahmen seiner Funktionen in jeder Weise zu unterstützen.
- Zur Zeit der späten Weimarer Republik, also um 1930, wollte er gegenüber den Nationalsozialisten „unverwechselbar Farbe bekennen“ und trat in die örtliche SPD ein.[4][17]

### Vereine
Die Unterstützung der örtlichen karitativen, kulturellen und Sportvereine lag ihm besonders am Herzen, hatte für sie immer ein offenes Ohr und eine geschickte Hand, wenn es um unbürokratische Lösung von Problemen ging.
- Bereits am 12. Dezember 1948 setzte er sich für die Wiedergründung des Musikverein Luttingen e.V. (MVL 1910) ein[26] und agierte später als dessen Präsident.[12][7]
- Am 7. Dezember 1968 war er Mitgründer und erster Vorsitzender, zuletzt Ehrenvorsitzender des DRK-Ortsvereins Luttingen,[7][8] der am 13. Januar 2018 mit dem 1901 als Frauenverein gegründeten Laufenburger Ortsverein zum DRK Ortsverein Laufenburg-Luttingen zusammengeschlossen wurde.[27]
- Er war Mitglied und Förderer der Narro-Altfischerzunft 1386 Laufenburg e. V.[12][28][7]
- Als langjähriges Mitglied übernahm er auch Verantwortung im SPD-Ortsverein[7]
- Auf seine Initiative wurde am 10. Juli die „Sportvereinigung (SpvGG) Luttingen“ gegründet – umbenannt am  22. Januar 1977 in „SV Luttingen 1970 e. V.“ – und von ihm weiter intensiv gefördert. Seine Verhandlungen mit dem Konkursverwalter der Seidenweberei Sico Laufenburg verhalfen dem Verein zu ihrem dauerhaften Sportplatz.[29]
- Nachdem die Damenfußballmannschaft in der SpvGG nicht funktioniert hatte,[29] setzte er sich im SV für die Gründung einer Damengymnastikabteilung[28] sowie einer Freizeitsportgruppe ein.[17]

## Ehrungen
- In Würdigung und Anerkennung seiner besonderen Verdienste wurde Jakob Eschbach am 27. November 1984, dem Vorabend seines 70. Geburtstags,[30]  nach Beschlussfassung im Ortschaftsrat Luttingen vom 19. Januar 1983 und im Gemeinderat Laufenburg vom 7. Februar 1983, bestätigt am 19. November 1984, das Ehrenbürgerrecht der Stadt Laufenburg / Baden verliehen[31]

„Ich habe gelernt, auf Orden und Auszeichnungen keinen großen Wert zu legen“

- Am 23. April 1989 wurde ein zentraler Platz in Luttingen nach ihm benannt.[22]

## Würdigung
Vielleicht war Jakob Eschbach kaum über seine Heimatregion hinaus bekannt, aber hier umso mehr hoch geachtet und geschätzt. Er war ein Mann knorrig wie die Wurzel einer Hotzenwaldtanne, aber auch liebenswert, kameradschaftlich, humorvoll, gepaart mit unermüdlicher Schaffenskraft. An vorderster Stelle [habe er] mit Ideen, Tatendrang und Zielstrebigkeit Luttingen zur Expansion und Entwicklung verholfen, dabei habe er an wichtigen und großen Projekten als Erster und Letzter Hand angelegt.
Er hat nicht viel geredet, aber wenn, dann hatte es Hand und Fuß.
Weitblickend erkannte er wo es fehlte, dabei wirkte er
nie als Mann mit Macht und Überlegenheit, vielmehr
persönlich bescheiden und eher reserviert;
mit seiner Grundsatztreue,
Redlichkeit, menschliche[n] Fairness, und einem
feine[n] Gespür was die Menschen beschäftigt, sowie
fundierte[m] Wissen als Handwerksmeister  erwarb er sich
hohe Autorität und Glaubwürdigkeit und auch
Achtung und Vertrauen politisch Andersdenkender.
Für jeden Mitbürger [war er] allzeit als Helfer, Diener, Vater präsent und ansprechbar,
er kannte sie alle.
Sein Nachfolger sagte, er habe in seiner Amtszeit für eine heile Welt in Luttingen gesorgt.

„Mit Weitblick und Entschlossenheit hat sich Herr Jakob Eschbach stets für die Belange seiner Gemeinde eingesetzt und seine kommunalpolitische Aufgabe ernstgenommen. Mit zähem Einsatz und unermüdlicher Schaffenskraft, gepaart mit einem hohen Maß an Verantwortungsbewußtsein ist es ihm gelungen, während seiner Amtszeit die anstehenden Probleme sowie wachsenden Aufgaben seiner Heimatgemeinde Luttingen und der späteren Gesamtstadt Laufenburg (Baden) zu bewältigen.“

Nach kurzer schwerer Krankheit verstarb Jakob Eschbach 70-jährig am 21. Juni 1985 und wurde am 26. Juni feierlich auf dem Friedhof Luttingen beigesetzt.